# Carles Martell
|  | Per a altres significats, vegeu «Carles Martell d'Anjou». |

Carles Martell (Herstal, actualment a Valònia, Bèlgica, 23 d'agost del 686 – 22 d'octubre del 741) fou majordom de palau dels tres regnes francs: Austràsia (714 - 741) i Nèustria i Borgonya (717 - 741). Tot i que va ser majordom de palau dels tres regnes dels francs, Martell és més recordat especialment per haver guanyat la batalla de Tours el 732, que s'ha descrit tradicionalment com la batalla que salvà Europa de l'expansió de l'emirat de Còrdova més enllà de la península Ibèrica. L'exèrcit franc de Martell derrotà un exèrcit àrab que havia esclafat tota resistència amb què s'havia trobat. L'emirat de Còrdova havia envaït la Gàl·lia i havia estat aturat a la batalla de Tolosa (721). L'heroi d'aquell esdeveniment menys celebrat havia estat Eudes I d'Aquitània, que no era el progenitor d'un llinatge de reis i patrons, tanmateix. Entremig, l'arribada d'un nou emir a Còrdova, Abd-ar-Rahman ibn Abd-Al·lah al-Ghafiqí, que portà amb ell una força immensa d'àrabs i de cavallers amazics, desencadenà una invasió molt més gran. Eudes, heroi de Tolosa, va ser derrotat sense pal·liatius a la batalla del riu Garona, on alguns escrivans occidentals van escriure: «Només Déu coneix el nombre de morts», i fugí cap a Carles, cercant ajuda. Així, Eudes desaparegué de la història, mentre que Carles hi entrà.

## Família
Carles era fill il·legítim de Pipí d'Héristal i la seva concubina Alpaida. Carles Martell es casà amb Rotruda (690-724) amb qui tingué Pipí el Breu i Carloman; i també es casà amb Suanaquilda, de qui tingué a Gripó.
|                                    |                                    |                                    |                                    |                                    |                                    |                              |                              |                                      |                                      |                                      |                                      | Carles Martell majordom de palau     | Carles Martell majordom de palau     | Carles Martell majordom de palau | Carles Martell majordom de palau | Carles Martell majordom de palau | Carles Martell majordom de palau |                                 |                                 | Rotruda                         | Rotruda                         | Rotruda                      | Rotruda                      | Rotruda                         | Rotruda                         |                                 |                                 |                                 |                                 |  |  |  |  |  |  |  |  |  |  |  |  |  |  |  |  |  |  |  |  |  |  |  |  |  |  |
|                                    |                                    |                                    |                                    |                                    |                                    |                              |                              |                                      |                                      |                                      |                                      | Carles Martell majordom de palau     | Carles Martell majordom de palau     | Carles Martell majordom de palau | Carles Martell majordom de palau | Carles Martell majordom de palau | Carles Martell majordom de palau |                                 |                                 | Rotruda                         | Rotruda                         | Rotruda                      | Rotruda                      | Rotruda                         | Rotruda                         |                                 |                                 |                                 |                                 |  |  |  |  |  |  |  |  |  |  |  |  |  |  |  |  |  |  |  |  |  |  |  |  |  |  |
|                                    |                                    |                                    |                                    |                                    |                                    |                              |                              |                                      |                                      |                                      |                                      |                                      |                                      |                                  |                                  |                                  |                                  |                                 |                                 |                                 |                                 |                              |                              |                                 |                                 |                                 |                                 |                                 |                                 |  |  |  |  |  |  |  |  |  |  |  |  |  |  |  |  |  |  |  |  |  |  |  |  |  |  |
|                                    |                                    |                                    |                                    |                                    |                                    |                              |                              |                                      |                                      |                                      |                                      |                                      |                                      |                                  |                                  |                                  |                                  |                                 |                                 |                                 |                                 |                              |                              |                                 |                                 |                                 |                                 |                                 |                                 |  |  |  |  |  |  |  |  |  |  |  |  |  |  |  |  |  |  |  |  |  |  |  |  |  |  |
|                                    |                                    |                                    |                                    |                                    |                                    | Pipí el Breu rei dels Francs | Pipí el Breu rei dels Francs | Pipí el Breu rei dels Francs         | Pipí el Breu rei dels Francs         | Pipí el Breu rei dels Francs         | Pipí el Breu rei dels Francs         |                                      |                                      |                                  |                                  |                                  |                                  |                                 |                                 |                                 |                                 |                              |                              | Hiltruda x Odiló duc de Baviera | Hiltruda x Odiló duc de Baviera | Hiltruda x Odiló duc de Baviera | Hiltruda x Odiló duc de Baviera | Hiltruda x Odiló duc de Baviera | Hiltruda x Odiló duc de Baviera |  |  |  |  |  |  |  |  |  |  |  |  |  |  |  |  |  |  |  |  |  |  |  |  |  |  |
|                                    |                                    |                                    |                                    |                                    |                                    | Pipí el Breu rei dels Francs | Pipí el Breu rei dels Francs | Pipí el Breu rei dels Francs         | Pipí el Breu rei dels Francs         | Pipí el Breu rei dels Francs         | Pipí el Breu rei dels Francs         |                                      |                                      |                                  |                                  |                                  |                                  |                                 |                                 |                                 |                                 |                              |                              | Hiltruda x Odiló duc de Baviera | Hiltruda x Odiló duc de Baviera | Hiltruda x Odiló duc de Baviera | Hiltruda x Odiló duc de Baviera | Hiltruda x Odiló duc de Baviera | Hiltruda x Odiló duc de Baviera |  |  |  |  |  |  |  |  |  |  |  |  |  |  |  |  |  |  |  |  |  |  |  |  |  |  |
|                                    |                                    |                                    |                                    |                                    |                                    | Carlemany emperador          | Carlemany emperador          | Carlemany emperador                  | Carlemany emperador                  | Carlemany emperador                  | Carlemany emperador                  |                                      |                                      |                                  |                                  |                                  |                                  |                                 |                                 |                                 |                                 |                              |                              | Tassiló III duc de Baviera      | Tassiló III duc de Baviera      | Tassiló III duc de Baviera      | Tassiló III duc de Baviera      | Tassiló III duc de Baviera      | Tassiló III duc de Baviera      |  |  |  |  |  |  |  |  |  |  |  |  |  |  |  |  |  |  |  |  |  |  |  |  |  |  |
|                                    |                                    |                                    |                                    |                                    |                                    | Carlemany emperador          | Carlemany emperador          | Carlemany emperador                  | Carlemany emperador                  | Carlemany emperador                  | Carlemany emperador                  |                                      |                                      |                                  |                                  |                                  |                                  |                                 |                                 |                                 |                                 |                              |                              | Tassiló III duc de Baviera      | Tassiló III duc de Baviera      | Tassiló III duc de Baviera      | Tassiló III duc de Baviera      | Tassiló III duc de Baviera      | Tassiló III duc de Baviera      |  |  |  |  |  |  |  |  |  |  |  |  |  |  |  |  |  |  |  |  |  |  |  |  |  |  |
|                                    |                                    |                                    |                                    |                                    |                                    |                              |                              |                                      |                                      |                                      |                                      |                                      |                                      |                                  |                                  |                                  |                                  |                                 |                                 |                                 |                                 |                              |                              |                                 |                                 |                                 |                                 |                                 |                                 |  |  |  |  |  |  |  |  |  |  |  |  |  |  |  |  |  |  |  |  |  |  |  |  |  |  |
| Rotruda                            | Rotruda                            | Rotruda                            | Rotruda                            | Rotruda                            | Rotruda                            |                              |                              |                                      |                                      |                                      |                                      | Lluís el Pietós emperador            | Lluís el Pietós emperador            | Lluís el Pietós emperador        | Lluís el Pietós emperador        | Lluís el Pietós emperador        | Lluís el Pietós emperador        |                                 |                                 |                                 |                                 |                              |                              | Rotruda                         | Rotruda                         | Rotruda                         | Rotruda                         | Rotruda                         | Rotruda                         |  |  |  |  |  |  |  |  |  |  |  |  |  |  |  |  |  |  |  |  |  |  |  |  |  |  |
| Rotruda                            | Rotruda                            | Rotruda                            | Rotruda                            | Rotruda                            | Rotruda                            |                              |                              |                                      |                                      |                                      |                                      | Lluís el Pietós emperador            | Lluís el Pietós emperador            | Lluís el Pietós emperador        | Lluís el Pietós emperador        | Lluís el Pietós emperador        | Lluís el Pietós emperador        |                                 |                                 |                                 |                                 |                              |                              | Rotruda                         | Rotruda                         | Rotruda                         | Rotruda                         | Rotruda                         | Rotruda                         |  |  |  |  |  |  |  |  |  |  |  |  |  |  |  |  |  |  |  |  |  |  |  |  |  |  |
|                                    |                                    |                                    |                                    |                                    |                                    |                              |                              |                                      |                                      |                                      |                                      |                                      |                                      |                                  |                                  |                                  |                                  |                                 |                                 |                                 |                                 |                              |                              |                                 |                                 |                                 |                                 |                                 |                                 |  |  |  |  |  |  |  |  |  |  |  |  |  |  |  |  |  |  |  |  |  |  |  |  |  |  |
|                                    |                                    |                                    |                                    | Lotari I emperador                 | Lotari I emperador                 | Lotari I emperador           | Lotari I emperador           | Lotari I emperador                   | Lotari I emperador                   |                                      |                                      | Rotruda                              | Rotruda                              | Rotruda                          | Rotruda                          | Rotruda                          | Rotruda                          |                                 |                                 | Carles el Calb rei de França    | Carles el Calb rei de França    | Carles el Calb rei de França | Carles el Calb rei de França | Carles el Calb rei de França    | Carles el Calb rei de França    |                                 |                                 |                                 |                                 |  |  |  |  |  |  |  |  |  |  |  |  |  |  |  |  |  |  |  |  |  |  |  |  |  |  |
|                                    |                                    |                                    |                                    | Lotari I emperador                 | Lotari I emperador                 | Lotari I emperador           | Lotari I emperador           | Lotari I emperador                   | Lotari I emperador                   |                                      |                                      | Rotruda                              | Rotruda                              | Rotruda                          | Rotruda                          | Rotruda                          | Rotruda                          |                                 |                                 | Carles el Calb rei de França    | Carles el Calb rei de França    | Carles el Calb rei de França | Carles el Calb rei de França | Carles el Calb rei de França    | Carles el Calb rei de França    |                                 |                                 |                                 |                                 |  |  |  |  |  |  |  |  |  |  |  |  |  |  |  |  |  |  |  |  |  |  |  |  |  |  |
|                                    |                                    |                                    |                                    |                                    |                                    |                              |                              |                                      |                                      |                                      |                                      |                                      |                                      |                                  |                                  |                                  |                                  |                                 |                                 |                                 |                                 |                              |                              |                                 |                                 |                                 |                                 |                                 |                                 |  |  |  |  |  |  |  |  |  |  |  |  |  |  |  |  |  |  |  |  |  |  |  |  |  |  |
| Rotruda x Berenguer duc de Spoleto | Rotruda x Berenguer duc de Spoleto | Rotruda x Berenguer duc de Spoleto | Rotruda x Berenguer duc de Spoleto | Rotruda x Berenguer duc de Spoleto | Rotruda x Berenguer duc de Spoleto |                              |                              | Rotruda x Lambert II comte de Nantes | Rotruda x Lambert II comte de Nantes | Rotruda x Lambert II comte de Nantes | Rotruda x Lambert II comte de Nantes | Rotruda x Lambert II comte de Nantes | Rotruda x Lambert II comte de Nantes |                                  |                                  | Lluís el Tartamut rei de França  | Lluís el Tartamut rei de França  | Lluís el Tartamut rei de França | Lluís el Tartamut rei de França | Lluís el Tartamut rei de França | Lluís el Tartamut rei de França |                              |                              | Rotruda abadessa d'Andlau       | Rotruda abadessa d'Andlau       | Rotruda abadessa d'Andlau       | Rotruda abadessa d'Andlau       | Rotruda abadessa d'Andlau       | Rotruda abadessa d'Andlau       |  |  |  |  |  |  |  |  |  |  |  |  |  |  |  |  |  |  |  |  |  |  |  |  |  |  |
| Rotruda x Berenguer duc de Spoleto | Rotruda x Berenguer duc de Spoleto | Rotruda x Berenguer duc de Spoleto | Rotruda x Berenguer duc de Spoleto | Rotruda x Berenguer duc de Spoleto | Rotruda x Berenguer duc de Spoleto |                              |                              | Rotruda x Lambert II comte de Nantes | Rotruda x Lambert II comte de Nantes | Rotruda x Lambert II comte de Nantes | Rotruda x Lambert II comte de Nantes | Rotruda x Lambert II comte de Nantes | Rotruda x Lambert II comte de Nantes |                                  |                                  | Lluís el Tartamut rei de França  | Lluís el Tartamut rei de França  | Lluís el Tartamut rei de França | Lluís el Tartamut rei de França | Lluís el Tartamut rei de França | Lluís el Tartamut rei de França |                              |                              | Rotruda abadessa d'Andlau       | Rotruda abadessa d'Andlau       | Rotruda abadessa d'Andlau       | Rotruda abadessa d'Andlau       | Rotruda abadessa d'Andlau       | Rotruda abadessa d'Andlau       |  |  |  |  |  |  |  |  |  |  |  |  |  |  |  |  |  |  |  |  |  |  |  |  |  |  |
|                                    |                                    |                                    |                                    |                                    |                                    |                              |                              |                                      |                                      |                                      |                                      |                                      |                                      |                                  |                                  | Carles el Simple rei de França   |                                  |                                 |                                 |                                 |                                 |                              |                              |                                 |                                 |                                 |                                 |                                 |                                 |  |  |  |  |  |  |  |  |  |  |  |  |  |  |  |  |  |  |  |  |  |  |  |  |  |  |
|                                    |                                    |                                    |                                    |                                    |                                    |                              |                              |                                      |                                      |                                      |                                      |                                      |                                      |                                  |                                  |                                  |                                  |                                 |                                 |                                 |                                 |                              |                              |                                 |                                 |                                 |                                 |                                 |                                 |  |  |  |  |  |  |  |  |  |  |  |  |  |  |  |  |  |  |  |  |  |  |  |  |  |  |
|                                    |                                    |                                    |                                    |                                    |                                    |                              |                              |                                      |                                      |                                      |                                      |                                      |                                      |                                  |                                  | Rotruda                          |                                  |                                 |                                 |                                 |                                 |                              |                              |                                 |                                 |                                 |                                 |                                 |                                 |  |  |  |  |  |  |  |  |  |  |  |  |  |  |  |  |  |  |  |  |  |  |  |  |  |  |

## Avanç franc cap a l'est i el sud
Després de la mort de Pipí d'Héristal el 714, la successió passà al seu net, encara un nen, Teodebald. La facció de nobles austrasians que donaven suport a Teodoald estava encapçalada per la seva madrastra, vídua de Pipí, Plectruda. Carles, que ja era un adult, dirigia una facció rival i va prevaldre en una sèrie de batalles contra tant les invasions de francs neustrians com les forces de Plectruda. Entre els 718 i el 723, Carles consolidà el seu poder per mitjà d'unes quantes victòries i aconseguint la lleialtat d'alguns clergues importants. Això ho feu en part donant terres i diners per a la fundació d'abadies com la d'Echternach.
A la dècada següent, Carles encapçalà l'exèrcit franc contra els ducats orientals (Baviera i Alamània), i meridionals (Occitània i Provença). Es va encarregar del conflicte amb els frisis i els saxons, però la conquesta completa dels saxons i la seva incorporació dins el regne franc haurien d'esperar el seu net Carlemany. Però el més important va ser que, en lloc de concentrar-se en la conquesta a l'est, es preparà per la tempesta que es preparava a l'oest. Sabent el perill que duien els musulmans després de la batalla de Tolosa (721) va utilitzar els anys següents per consolidar el seu poder, i reunir i entrenar un exèrcit veterà que pogués defensar el cristianisme a Tours.

## Batalla de Tours

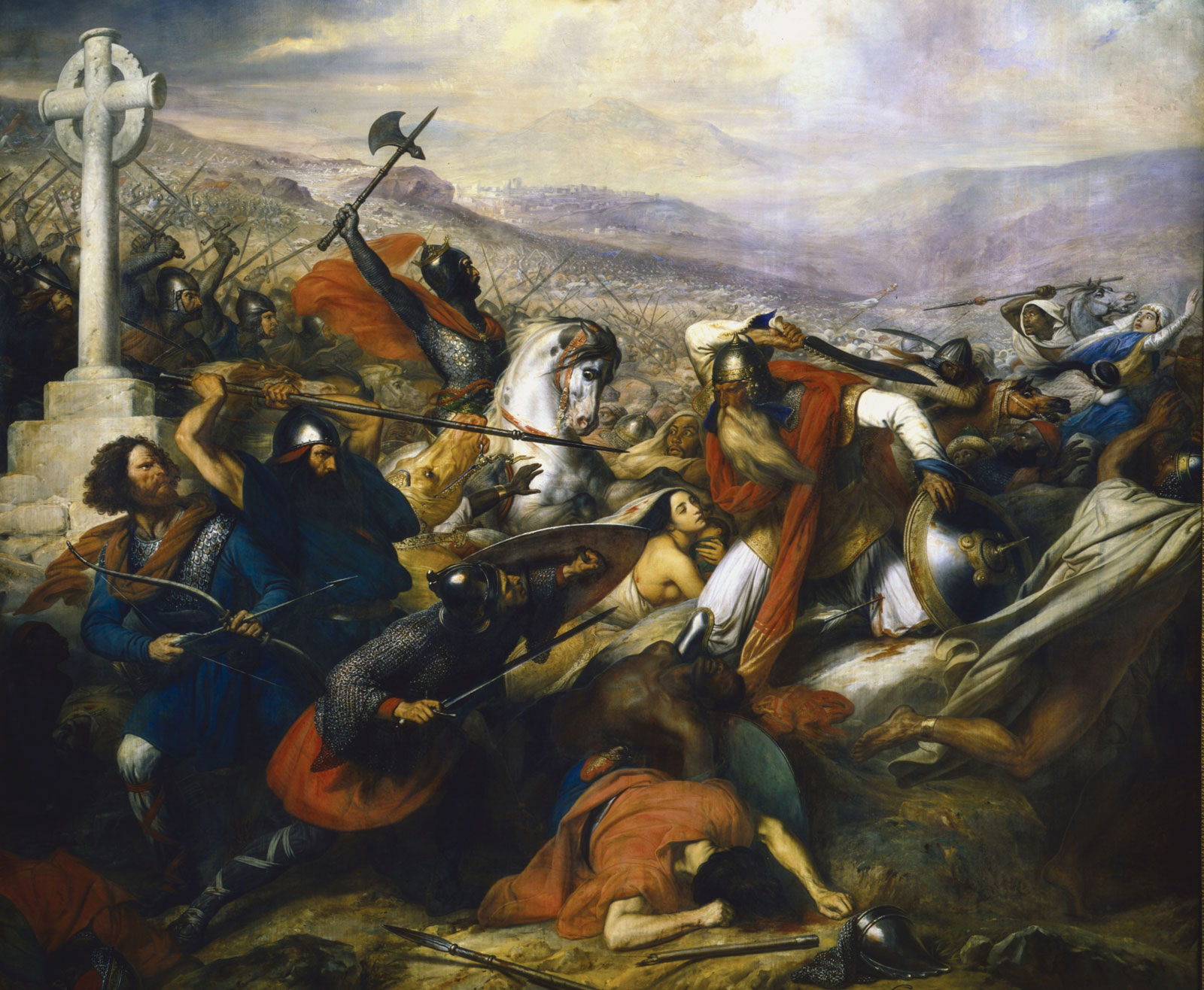
Batalla de Tours

En resposta a la invasió musulmana, els francs havien evitat les antigues vies romanes, esperant agafar els invasors desprevinguts. Segons les cròniques musulmanes de la batalla, els àrabs foren sorpresos en trobar-se una força important que s'oposava al seu saqueig previst de Tours, i van esperar-se sis dies, observant l'enemic.
L'exèrcit franc, comandat per Carles Martell, consistia d'entre 15.000 i 75.000 homes d'infanteria veterana. L'exèrcit musulmà, d'entre 60.000 i 400.000 homes comandats per Abd-ar-Rahman al-Ghafiqí, que va atacar al setè dia.
Durant la batalla, en un indret entre Tours i Poitiers, els francs derrotaren l'exèrcit islàmic i l'emir morí. Mentre que les cròniques occidentals són mers esbossos, les musulmanes detallen que els francs formaren un gran quadre i lliuraren una brillant batalla defensiva. Abans de la batalla, Abd-ar-Rahman al-Ghafiqí dubtava que els seus homes estiguessin preparats per tal combat, i els hagués volgut fer deixar el botí que els alentia, però va decidir més aviat confiar en els seus cavallers, que mai li havien fallat. De fet, es pensava que era impossible per a l'infanteria d'aquella època resistir contra guerrers muntats i amb armadura. En Martell aconseguí inspirar els seus homes perquè aguantessin l'assalt d'una força que els degué semblar invencible, enormes cavallers amb armadura, que a més probablement superaven de llarg en nombre els francs. Però la mort de Abd-ar-Rahman al-Ghafiqí portà conflictes entre els generals supervivents, i els àrabs abandonaren el camp de batalla l'endemà de la seva mort, deixant a en Martell un lloc únic en la història com a salvador d'Europa i com l'únic home a aconseguir una victòria de tal magnitud entre forces tan dispars. Els francs d'en Martell, majoritàriament infanteria sense armadura, aconseguí resistir cavallers amb armadura sense l'ajut d'arcs o armes de foc, una fita d'armes inaudita en la història medieval.
A la batalla de Tours, Carles es guanyà el sobrenom «Martell» per la manera inclement amb què martellejava els seus enemics. Molts historiadors creuen que, si hagués caigut a Tours, probablement l'islam hauria arrasat la Gàl·lia i potser la resta de l'Europa cristiana. Altres pensen que el destí del cristianisme tal com el coneixem es decidí en aquesta batalla. Però d'altres opinen que els àrabs tenien poc interès a ocupar el nord de França.

## Retirada musulmana al sud dels Pirineus
L'exèrcit àrab es retirà al sud més enllà dels Pirineus, però Carles va haver de continuar lluitant contra els musulmans en els següents anys. El 737 va fer una campanya contra els musulmans al Roine i va conquerir Lió i Avinyó als sarraïns, envaint després Septimània on va assetjar Narbona i va derrotar els àrabs a la batalla del Berra però avançat el setembre hauria rebut la notícia de la mort del rei Teodoric IV (721–737) i a l'octubre va abandonar el setge i va retornar a Austràsia. En el camí de tornada va fer destrosses a Besiers i Agde, va arrasar totalment Magalona, i va atacar Nimes. Una vegada a la cort, comprovant que el seu poder estava plenament consolidat, no va designar a cap príncep merovingi per ocupar el tron i va governar sol amb el títol de duc dels Francs. Tradicionalment es considera que l'aturada de la invasió musulmana per Carles Martell va canviar la direcció de la guerra, i la unificació dels regnes francs sota en Martell, el seu fill Pipí el Breu i el seu net Carlemany evità l'expansió de l'emirat de Còrdova més enllà dels Pirineus.

## Mort

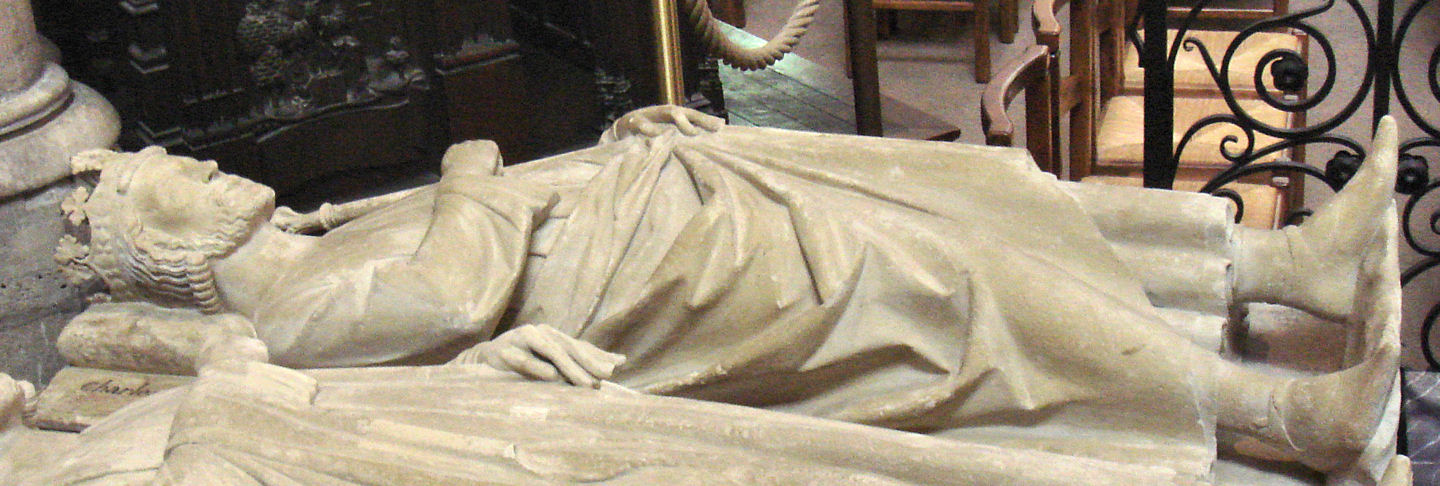
Tomba de Carles Martell

Carles Martell morí el 22 d'octubre del 741 a Quierzy, el que avui és el departament de l'Aisne, a la regió de Picardia a França. Va ser enterrat a la basílica de Saint Denis a París. Els seus territoris foren dividits entre els seus tres fills. Pipí el Breu va obtenir Provença, Nèustria i Borgonya; a Carloman li va deixar Austràsia amb els territoris germànics. Gripó va obtenir alguns territoris a Nèustria i a Austràsia però en fou desposseït pels seus germanastres. Bretanya i Aquitània i Gascunya restaven independents, i la Septimània romania sota domini àrab (al-Àndalus).